# (15486) 1999 CP62
A (15486) 1999 CP62 a Naprendszer kisbolygóövében található aszteroida. A LINEAR projekt keretében fedezték fel 1999. február 12-én.